# Rutas de América 2010
La 39.ª edición de Rutas de América, se disputó desde el 16 al 21 de febrero de 2010.
Incluida en el UCI America Tour, constó de 6 etapas (la 5ª con doble sector) para totalizar 1.000,3 kilómetros de recorrido. 
El triunfo final fue para el corredor del Alas Rojas Hernán Cline, obteniendo por 2ª vez en forma consecutiva esta competencia, escoltándolo en el podio el brasileño Magno Nazaret y su compañero de equipo Richard Mascarañas. Por equipos, el Alas Rojas dominó sin inconvenientes y se llevó la clasificación, mientras que Álvaro Tardáguila ganó las metas sprints, Jorge Soto la regularidad y el brasileño Renato Ruiz del Scott-Marcondes César las metas cima a la vez que Ramiro Cabrera fue el mejor sub-23

## Equipos participantes
Un total de 26 equipos tomaron parte de la prueba (17 locales y 9 extranjeros), completando 142 corredores, arribando finalmente 84
| - Club Ciclista Alas Rojas (Santa Lucía) - Sarandí Universitario (Rivera) - Pedal Carmelo (Carmelo) - Palmirense Cycles Club (Nueva Palmira) - Club Atlético Villa Teresa(Montevideo) - Club Ciclista Fénix (Montevideo) - Dolores Cycles Club (Dolores) - Club Ciclista Cruz del Sur (Montevideo) - Club Ciclista Amanecer (Montevideo) - San Antonio de Florida (Florida) - Cycles Peñarol (Maldonado) - Arco Iris (Montevideo) - Olímpico Juvenil (Trinidad) - Porongos (Trinidad) - Con los mismos colores (Salto) - Club Ciclista Maroñas (Montevideo) - Barrio Artigas (Treinta y Tres) | - Jamis-Sutter Home - Scott-Marcondes César-São José dos Campos - Avaí - Clube Dataro de ciclismo - Selección de Santa Catarina - Esco Telefónicos - Start Cycling Team - Club Ciclista Bragado - Acme Cycling Team |

## Etapas
| Etapa | Fecha         | Recorrido                      | km       | Ganador                                    | Líder                           |
| 1ª    | 16 de febrero | Montevideo-San José-Montevideo | 180      | Luciano Pagliarini (Scott-Marcondes César) | Luciano Pagliarini              |
| 2ª    | 17 de febrero | Montevideo-Minas               | 166,2    | Alejandro Borrajo (Jamis-Sutter Home)      | Esteban Juckich (Cruz del Sur)  |
| 3ª    | 18 de febrero | José Pedro Varela-Melo         | 149,9    | Richard Mascarañas (Alas Rojas)            | Richard Mascarañas (Alas Rojas) |
| 4ª    | 19 de febrero | Ramón Trigo-Tacuarembó         | 154,2    | Jorge Soto (Villa Teresa)                  | Richard Mascarañas (Alas Rojas) |
| 5ªa   | 20 de febrero | Curtina-Durazno                | 161,5    | Luciano Pagliarini (Scott-Marcondes César) | Richard Mascarañas (Alas Rojas) |
| 5ªb   | 20 de febrero | Durazno-Durazno                | 19 (CRI) | Magno Nazaret (Scott-Marcondes César)      | Hernán Cline (Alas Rojas)       |
| 6ª    | 21 de febrero | Sarandí Grande-Montevideo      | 169,5    | Luciano Pagliarini (Scott-Marcondes César) | Hernán Cline (Alas Rojas)       |

## Clasificaciones generales

### Clasificación general
| Posición | Ciclista           | Equipo                | Tiempo      |
| -------- | ------------------ | --------------------- | ----------- |
| 1º       | Hernán Cline       | Alas Rojas            | 24h 12' 13" |
| 2º       | Magno Nazaret      | Scott-Marcondes César | + 5"        |
| 3º       | Richard Mascarañas | Alas Rojas            | + 11"       |
| 4º       | Ramiro Cabrera     | Avaí                  | + 45"       |
| 5º       | Aníbal Borrajo     | Jamis-Sutter Home     | + 59"       |
| 6º       | Jorge Bravo        | Alas Rojas            | + 1' 04"    |
| 7º       | Pablo Pintos       | Porongos              | + 1' 40"    |
| 8º       | Gabriel Richard    | Porongos              | + 2' 07"    |
| 9º       | Jorge Soto         | Villa Teresa          | + 2' 34"    |

| 10º | Mauro Agostini     | Esco Telefónicos      | + 2' 50"  |
| 11º | Geovani Fernández  | Alas Rojas            | + 2' 57"  |
| 12º | Renato Ruiz        | Scott-Marcondes César | + 3' 52"  |
| 13º | Renato Seabra      | Dataro                | + 3' 59"  |
| 14º | Demis Alemán       | Jamis-Sutter Home     | + 4' 23"  |
| 15º | Edgar Palma        | Amanecer              | + 8' 48"  |
| 16º | Mateo Sasso        | Dolores C.C.          | + 10' 31" |
| 17º | Álvaro Tardáguila  | Dolores C.C.          | + 10' 48" |
| 18º | Ignacio Maldonado  | Club Ciclista Fénix   | + 11' 04" |
| 19º | Esteban Juckich    | Cruz del Sur          | + 11' 31" |
| 20º | Luciano Pagliarini | Scott-Marcondes César | + 11' 36" |

### Clasificación regularidad
| Posición | Ciclista           | Equipo                | Puntos |
| -------- | ------------------ | --------------------- | ------ |
| 1º       | Jorge Soto         | Villa Teresa          | 59     |
| 2º       | Hernán Cline       | Alas Rojas            | 47     |
| 3º       | Luciano Pagliarini | Scott-Marcondes César | 46     |

### Clasificación sprinter
| Posición | Ciclista          | Equipo           | Puntos |
| -------- | ----------------- | ---------------- | ------ |
| 1º       | Álvaro Tardáguila | Dolores C.C.     | 10     |
| 2º       | Marcelo Gracés    | Olímpico Juvenil | 10     |
| 3º       | Mauricio Maquia   | Amanecer         | 4      |

### Clasificación cima
| Posición | Ciclista           | Equipo                | Puntos |
| -------- | ------------------ | --------------------- | ------ |
| 1º       | Renato Ruiz        | Scott-Marcondes César | 23     |
| 2º       | Gonzalo Tagliabúe  | Cruz del Sur          | 14     |
| 3º       | Richard Mascarañas | Alas Rojas            | 8      |

### Clasificación por equipos
| Posición | Equipo                | Tiempo      |
| -------- | --------------------- | ----------- |
| 1º       | Alas Rojas            | 72h 38' 19" |
| 2º       | Scott-Marcondes César | + 12' 55"   |
| 3º       | Porongos              | + 16' 23"   |
| 4º       | Villa Teresa          | + 25' 38"   |
| 5º       | Dolores Cycles Club   | + 27' 43"   |